# La Seconde Madame Carroll
Pour plus de détails, voir Fiche technique et Distribution.
La Seconde Madame Carroll (The Two Mrs. Carrolls) est un film américain réalisé par Peter Godfrey, sorti en 1947.

## Synopsis
L'action se passe en Grande Bretagne. Geoffrey est un peintre méticuleux, pendant les séances de poses en plein air il fait la cour à Sally son nouveau modèle qui n'est pas indifférente à ses avances. À la suite d'une indiscrétion il est obligé d'avouer à Sally qu'il est marié, mais que sa femme est malade, lourdement handicapée et que ces jours sont comptés. On voit ensuite Geoffrey acheter du poison dans une pharmacie, le produit étant classé dangereux, il est obligé de signer un registre. Le poison sera ensuite versé dans un verre de lait destiné à sa femme après qu'il eut éloigné Béatrice, sa fille d'une dizaine d'années de la maison. 
Le film se poursuit deux ans après ces événements, Geoffrey et Sally vivent en couple dans une belle résidence bourgeoise en compagnie de Béatrice. Tout semble aller pour le mieux jusqu'au jours où un ancien flirt de Sally se propose de servir d'intermédiaire pour présenter à Geoffrey une élégante jeune femme (Cecily) qui désire se faire portraitiser. D'abord très réticent ce dernier finit par succomber aux charmes de cette jeune personne. Parallèlement le pharmacien qui a vendu le poison à Geoffrey retrouve sa trace et le fait chanter. Geoffrey entreprend le portrait de Cecily et un flirt ne tarde pas à se créer entre eux deux, tandis que Sally tombe malade sans que le médecin de famille alcoolique n'en comprenne la raison. Le portrait ayant été livré Geoffrey et Cecily se voient moins, cette dernière en fait reproche à son amant et l'informe qu'elle doit partir à Rio de Janeiro. Geoffrey décide alors d'éliminer son épouse, il décide donc d'éloigner sa fille (il l'inscrit dans un collège huppé et lui demande de préparer sa valise pour le soir même) et s'en va en ville régler son compte à son maître chanteur. Une conversation entre Béatrice et Sally nous apprend que la mère de cette dernière n'était pas handicapée, de plus les événements ayant précédés sa mort ressemblent énormément à la situation actuelle (y compris la peinture morbide des derniers tableaux). Sally doute de plus en plus et quand Goeffrey rentre plus tôt que prévu et lui propose un verre de lait, elle panique, elle jette le lait par la fenêtre et s'enferme sans sa chambre avec un revolver que lui a confié son ancien amant. Geoffrey ne pouvant forcer la porte rentre spectaculairement par la fenêtre. Une lutte s'ensuit au cours de laquelle il commence à étrangler son épouse. Mais la police survient au dernier moment, emmenant Geoffrey qui hagard ne comprend rien de ce qui se passe et va jusqu'à proposer aux policiers de boire un verre de lait avant de l'emmener.
En fait Geoffrey pratiquait un rituel morbide, il perfectionnait le dernier portrait de ses modèles jusqu'à le peindre dans une ambiance mortifère. Le tableau achevé, le modèle devenait inutile et devait être éliminé.

## Fiche technique
- Titre original : The Two Mrs. Carrolls
- Titre français : La Seconde Madame Carroll
- Réalisateur : Peter Godfrey
- Scénario : Thomas Job d'après la pièce de Martin Vale
- Direction artistique : Anton Grot
- Décors : Budd Friend
- Costumes : Milo Anderson et Edith Head
- Photographie : Peverell Marley
- Montage : Frederick Richards
- Musique : Franz Waxman
- Production : Mark Hellinger et Jack L. Warner producteur exécutif
- Société de production : Warner Bros.
- Société de distribution : Warner Bros.
- Pays de production : États-Unis
- Langue : anglais
- Format : Noir et blanc - 35 mm - 1,37:1 - Son mono (RCA Sound System)
- Genre : Film policier, Thriller, Film noir
- Durée : 99 minutes
- Dates de sortie :
  - États-Unis : 4 mars 1947
  - France : 9 juin 1948

## Distribution
- Humphrey Bogart : Geoffrey Carroll VF Claude Peran
- Barbara Stanwyck : Sally Morton Carroll
- Alexis Smith : Cecily Latham
- Nigel Bruce : Dr Tuttle
- Isobel Elsom : Mme Latham
- Patrick O'Moore : Charles Pennington
- Ann Carter : Beatrice Carroll
- Anita Bolster : Christine
- Barry Bernard : Horace Blagdon

## À noter
- Un clin d'œil à Casablanca par Bogart à la 18e minute : « I have the strangest feeling that "this is the beginning of a beautiful hatred". »